# Classicismo socialista

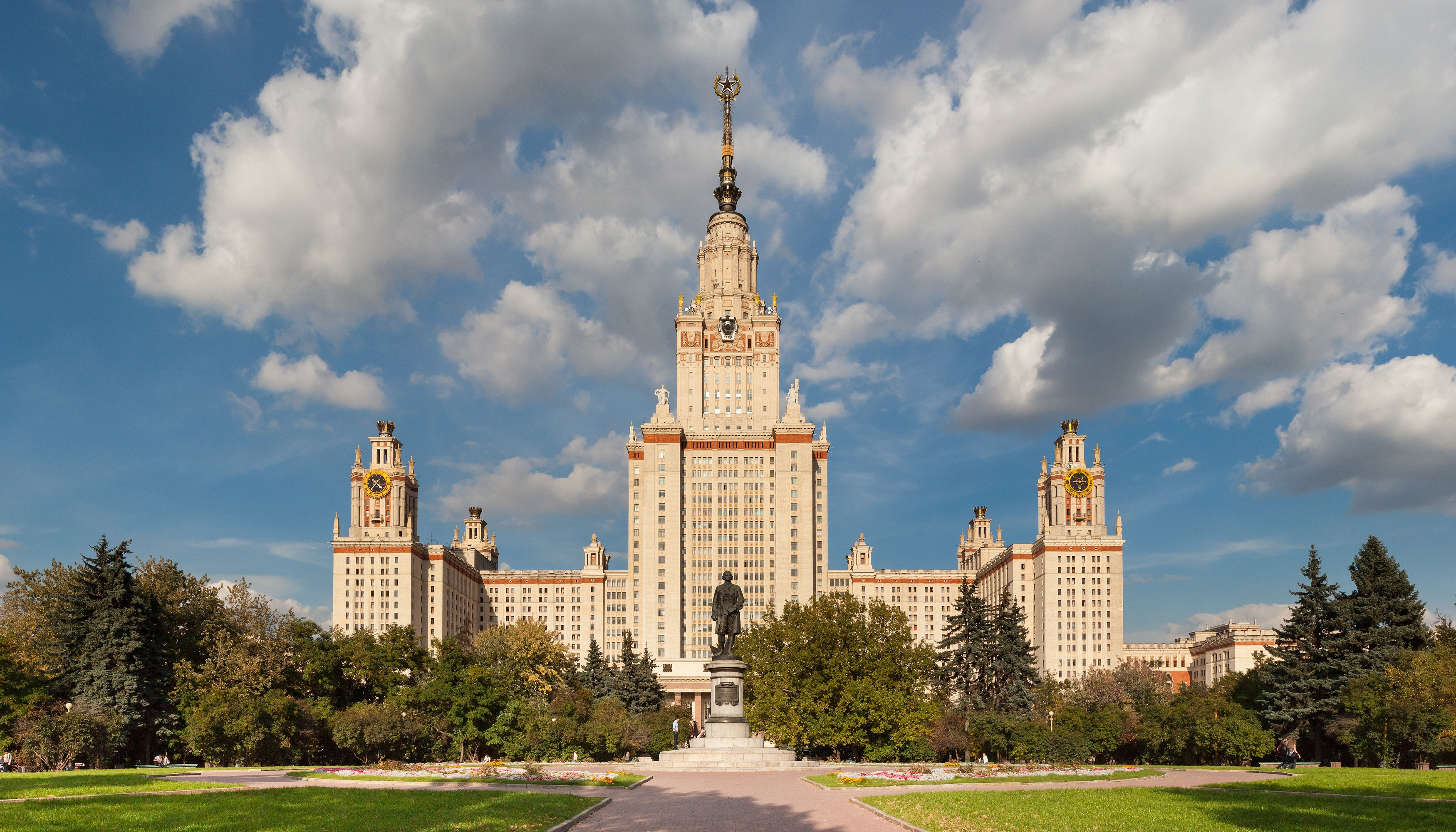
L'edificio principale dell'università statale di Mosca, uno degli esempi più rappresentativi del classicismo socialista.

Si intende con classicismo socialista (indicato talvolta anche come gotico staliniano o stile a torta nuziale) l'architettura caratterizzante l'Unione Sovietica tra il 1933 - anno di approvazione del progetto per il palazzo dei Soviet, curato da Boris Iofan - e il 1955, quando Nikita Chruščёv decise di sciogliere l'Accademia sovietica di architettura, condannando gli "eccessi" dei decenni precedenti.
Il classicismo socialista ebbe numerosi punti di contatto con la scuola artistico-culturale del realismo socialista.

## Caratteristiche

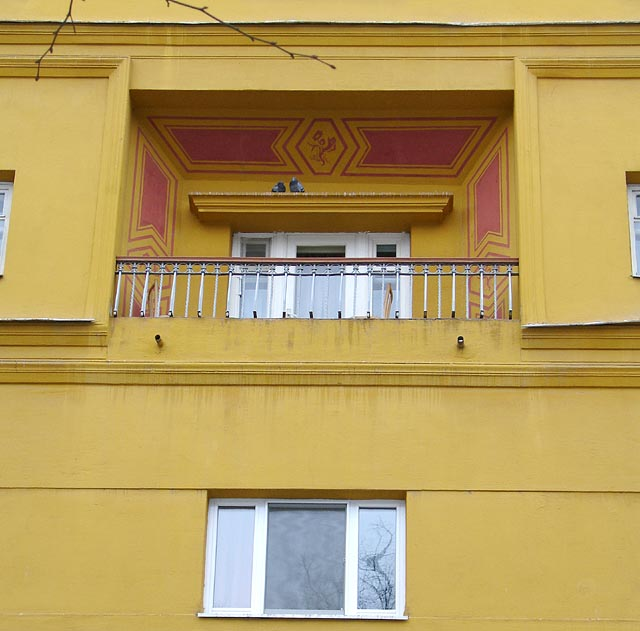
Vladimir Vladimirov, intonaco su muratura in mattoni. Edificio Aviažilstroy, zona residenziale di Patriarschije Prudy, Mosca.

Sanatorio a Saratov, tipico esempio di declinazione del classicismo socialista nei centri minori dell'Unione Sovietica.

Come parte della politica sovietica di razionalizzazione delle risorse e dello sviluppo del paese, le città iniziarono ad essere realizzate (o rinnovate) secondo una precisa pianificazione territoriale. Ogni città venne dunque riorganizzata in distretti, disegnati in base alla propria geografia urbana: i nuovi progetti iniziarono a interessare non più solo singoli interventi, ma gli interi distretti, dando così il via ad una sensibile trasformazione dell'immagine architettonica urbana.
La presenza dello Stato e l'interazione di quest'ultimo con gli architetti fu un elemento caratterizzante di quest'epoca. Poteva quindi accadere anche che l'architetto precorresse i gusti più "standardizzati" delle sfere dirigenziali e la bontà della propria opera venisse riconosciuta solo con qualche ritardo: tale fu, ad esempio, la sorte della Bolšaja Kalužskaja di Ivan Žoltovskij, dapprima valutata come "blasfema" opera formalista, ma finalmente riconosciuta l'anno successivo come grande contributo architettonico.
Si trovarono quindi a convivere, durante i circa vent'anni di fioritura del classicismo socialista, gli elementi di Revival rinascimentale del già citato Žoltovskij, con il neoclassico di Ivan Fomin, i riferimenti all'art déco di Aleksej Duškin e Vladimir Ščuko e numerosi elementi di stampo eclettico ancora caratterizzanti l'epoca.

### Tecnologia
Per quanto riguarda i metodi costruttivi, si prediligeva l'utilizzo di strutture con muratura in laterizio rivestite con intonaco. Facevano eccezione gli edifici abitativi di medie dimensioni progettati da Andrej Burov in pannelli di cemento (come il cosiddetto edificio di pizzo del 1939-1941) e i progetti di grandi dimensioni, come il già descritto complesso-simbolo delle Sette Sorelle di Mosca, la cui realizzazione richiedeva forzatamente l'adozione di strutture in calcestruzzo armato.
L'utilizzo di muratura portante contrastava con la possibilità di adozione della finestra a nastro, tanto in voga nell'architettura modernista, mentre il conseguente utilizzo di finestre di carattere tradizionale lasciava ampie porzioni murarie a vista. Si decise quindi di operare al rivestimento di queste, in particolare durante gli anni cinquanta del XX secolo con elementi in ceramica, dalla funzione sia ignifuga sia decorativa, soprattutto per gli edifici costruiti nella capitale. I tetti degli edifici, nel caso degli edifici in muratura laterizia, venivano in genere realizzati con capriate lignee e copertura metallica.
Dal 1948 si iniziò a notare un miglioramento nella tecnologia costruttiva, soprattutto nell'area moscovita, con l'introduzione di tecniche in grado di velocizzare il processo di realizzazione che permisero, conseguentemente, un contenimento nei costi. Le case stesse diventarono inoltre più sicure, grazie alla quasi totale scomparsa del legno come materiale costruttivo, utilizzato soprattutto per soffitti e partizioni interne. Gli edifici costruiti con questa tecnologia standardizzata tra il 1948 e il 1955 garantivano la stessa qualità abitativa degli edifici "classicisti", ma, non essendo considerati come edifici rappresentativi, non appaiono nell'architettura di stampo "pubblico": si tratta, infatti, di edifici fondamentalmente utilizzati come residenze su vasta scala; una fase intermedia nello sviluppo degli edifici standardizzati in seguito noti come Chruščёvka.
In epoca zarista avevano iniziato a diffondersi anche edifici dalla struttura in acciaio, ma tale tecnica costruttiva non fu praticamente presa in considerazione dagli architetti degli anni trenta del XX secolo.

### Ambiti di applicazione
Il classicismo socialista sviluppatosi durante gli anni di governo di Iosif Stalin non va confuso con l'intera architettura sovietica realizzata durante gli anni trenta, quaranta e cinquanta del XX secolo. Si trattava infatti, per la maggior parte delle opere classiciste, di edifici concepiti per essere realizzati in muratura laterizia, secondo quindi una tecnica che - come precedentemente sottolineato - non poteva essere adattata alla realizzazione di opere su vasta scala, quali quelle necessarie per soddisfare le esigenze abitative del popolo. Questa impossibilità di estensione su maggior scala fu una delle principali motivazioni che portarono al declino del periodo classicista e all'affermazione di quelle tipologie edilizie standardizzate richieste da un'edilizia e da un'architettura più moderne.
Sebbene Stalin non fosse per nulla incline al costruttivismo e all'architettura da esso espressa, durante tutti gli anni trenta si continuarono a realizzare opere concepite secondo i canoni di questa corrente: soprattutto l'architettura industriale, che ebbe i suoi principali interpreti in Albert Kahn e in Viktor Vesnin, fu fortemente influenzata da idee moderniste.
I progetti a carattere industriale o infrastrutturale non venivano infatti considerati, all'epoca, da Stalin alla stregua dei grandi piani urbanistici, sicché la gran parte delle architetture industriali (ad eccezione di alcuni mega-progetti, quale il canale di Mosca) non può essere ascritta al classicismo socialista. Anche la prima porzione della metropolitana di Mosca, completata durante il 1935, era stata concepita originariamente come struttura meramente di servizio, e quindi libera di essere realizzata secondo canoni costruttivisti.
Di conseguenza, il classicismo socialista influenzò soprattutto l'urbanistica, l'architettura pubblica e gli edifici a destinazione residenziale di livello superiore, oltre a grandi singoli progetti come il già citato canale di Mosca, il canale Lenin Volga-Don e gli ampliamenti della metropolitana di Mosca.

## Influenze e contesto precedenti (1900-1931)

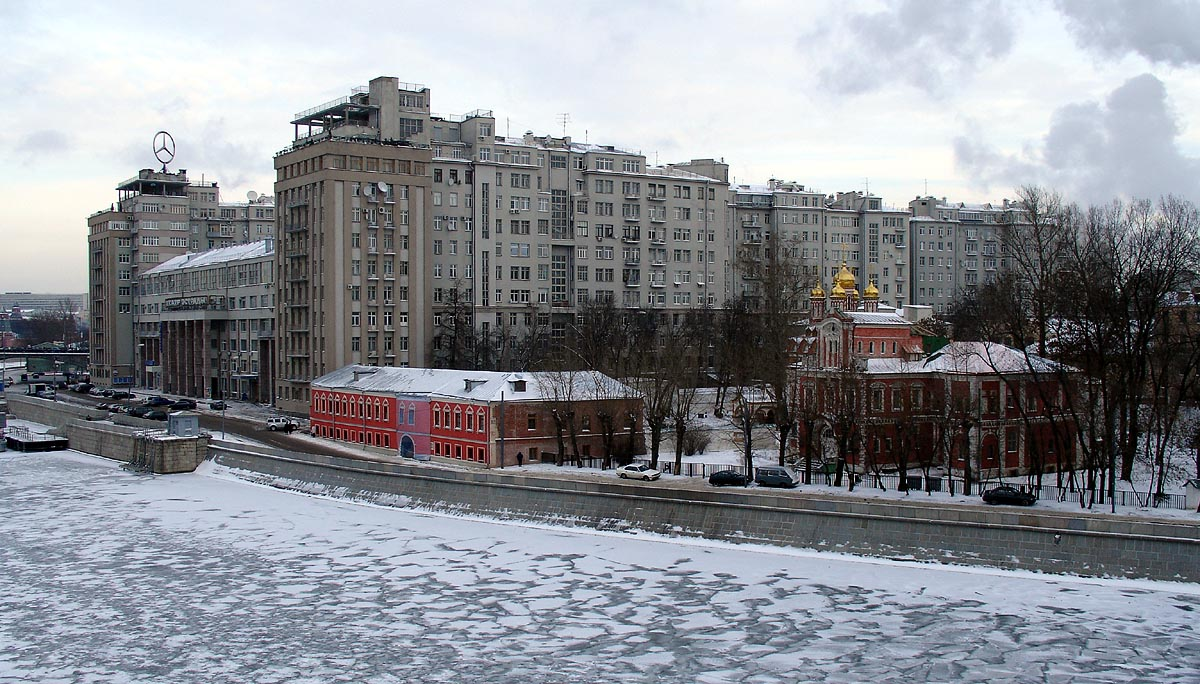
La casa sul lungofiume di Boris Iofan. Edificio riservato all'élite socialista, ma non ancora ascrivibile ai canoni del classicismo.

Prima del 1917, la scena architettonica russa si trovava fondamentalmente divisa tra il Russkij Modern (declinazione russa dell'Art Nouveau), e il revival neoclassico, particolarmente diffuso in San Pietroburgo. La scuola di ispirazione neoclassica espresse importanti architetti, quali Aleksej Ščusev, Ivan Žoltovskij, Ivan Fomin, Vladimir Ščuko e Aleksandr Tamanian; all'epoca della rivoluzione d'ottobre risultavano già essere affermati professionisti, ognuno a capo di propri importanti studi e diventeranno in seguito i migliori interpreti del classicismo socialista.
Successiva alla rivoluzione fu invece l'affermazione della scuola costruttivista: si trattava nel loro caso principalmente di giovani professionisti (come nel caso dei fratelli Leonid e Viktor Vesnin) o di giovani che avevano appena terminato la propria educazione professionale (è il caso di Konstantin Mel'nikov). Essi consideravano loro stessi come un gruppo di artisti moderni, ottenendo visibilità, vista la propria mancanza di esperienza, con il costante e attivo contatto con il pubblico e la collettività.
Quando ebbe avvio la NEP, il loro lavoro di diffusione delle proprie idee iniziò finalmente a tradursi in commesse. La già citata mancanza di esperienza si fece però sentire, soprattutto nelle prime opere, e molti dei primi edifici peccavano di piante irrazionali, costi di costruzione e manutenzione eccessivi e generale scarsa qualità rispetto all'aspettativa iniziale.
Per un certo periodo, verso la metà degli anni venti del XX secolo, gli studi di architettura continuarono ad operare alla maniera precedente, con la presenza di compagnie private, concorsi internazionali, appalti e dispute su riviste d'architettura. Vennero spesso invitati architetti stranieri, soprattutto durante l'ultima fase di questo periodo, quando la grande depressione stava facendo sentire i propri influssi anche sulle commesse dei grandi studi occidentali. Vennero quindi in Unione Sovietica numerose grandi firme dell'architettura, tra cui Ernst May, Albert Kahn, Le Corbusier, Bruno Taut e Mart Stam.
La linea di demarcazione fra la scuola costruttivista e quella tradizionalista non era comunque ancora ben definita: Žoltovskij e Ščusev, ad esempio, ingaggiarono spesso architetti modernisti come assistenti ai propri progetti e, a loro volta, includevano elementi modernisti all'interno dei propri progetti.
Nel 1930 fu istituito il Gosproekstroi, l'organizzazione di Stato per i progetti di costruzione, grazie all'accordo stretto tra il Consiglio superiore dell'economia nazionale, e lo studio del già citato Albert Kahn. Vi erano impiegati oltre 3000 progettisti, cui venne messo a disposizione un budget di circa 417 milioni di rubli.
La pianificazione territoriale si sviluppò invece su un piano separato. La carenza di abitazioni nelle grandi città e l'industrializzazione di aree remote richiedevano infatti un massiccio investimento nell'edilizia residenziale, oltre allo sviluppo di nuove aree e la ricostruzione di vecchie città. Si sviluppò in questo periodo un forte dibattito a livello teorico, che non riuscì però a giungere a conclusioni pratiche, rendendo necessario una presa di posizione netta e una diretta entrata in gioco da parte dello Stato.

## Gli inizi (1931-1933)
Le preferenze personali di Stalin in fatto di architettura e gli effetti della sua influenza, seppur importanti, rimangono comunque forzatamente legati a un gioco di deduzioni, congetture e aneddoti.
Esistono, per contro, numerose tracce documentali - risalenti all'arco di tempo incluso tra il 1931 e il 1933 - legate all'evoluzione del concorso per la progettazione del palazzo dei Soviet, elemento - seppur incompiuto - fondamentale nell'affermazione del classicismo socialista:
- Febbraio 1931: i principali architetti sovietici ricevono l'invito a partecipare al concorso per la progettazione del palazzo dei Soviet.
- Giugno 1931: il plenum del partito autorizza tre megaprogetti: la ricostruzione di Mosca, il canale di Mosca e la metropolitana di Mosca.
- Luglio 1931: gli architetti contattati presentano quindici progetti per il primo concorso, mentre ne viene annunciato un secondo a livello internazionale.
- Febbraio 1932: il premio per il secondo concorso viene assegnato ai progetti di Boris Iofan, Ivan Žoltovskij ed Hector Hamilton. Tutti i progetti di stampo modernista vengono scartati.
- Marzo 1932: 12 architetti ricevono l'invito a partecipare a un terzo concorso.
- Aprile 1932: il partito scioglie le associazioni artistiche indipendenti. Viktor Vesnin viene nominato direttore dell'Unione degli architetti sovietici.
- Luglio 1932: cinque architetti ricevono un ulteriore invito per un quarto concorso.
- Agosto 1932: Stalin (all'epoca a Soči) scrive un memorandum a Vorošilov, Molotov e Kaganovič, in cui espone la propria visione sui progetti presentati, indica il progetto di Iofan come il migliore e ne propone alcune varianti. Questo memorandum, venuto alla ribalta pubblica nel 2001, si pone alla base delle già citate congetture riguardanti la diretta influenza staliniana sull'architettura della sua epoca.
- Febbraio 1933: il quarto concorso viene chiuso senza l'annuncio di alcun vincitore.
- Maggio 1933: approvazione pubblica del progetto di Boris Iofan.
- Settembre 1933: gli architetti moscoviti vengono riorganizzati in venti laboratori presso il Mossoviet.

Se gli architetti invitati a dirigere questi workshops erano per la maggior parte tradizionalisti (Ivan Žoltovskij, Aleksey Ščusev, Ivan Fomin, Boris Iofan, Vladimir Ščuko), vi erano comunque tra loro anche alcuni convinti costruttivisti, come Il'ja Golosov, Pantelejmon Golosov, Nikolaj Kolli, Konstantin Mel'nikov, Viktor Vesnin, Moisei Ginzburg e Nikolaj Ladovskij. Ciò comportò il crearsi di una miscela creativa le cui componenti rimarranno sostanzialmente invariate fino al 1955. Come ricorda Dmitrij Chmel'nickij, a differenza dell'architettura sviluppatasi nella Germania nazista, in Unione Sovietica Stalin non scelse mai di esser rappresentato da un unico architetto o da un singolo stile, a differenza di ciò che fece Adolf Hitler con Albert Speer. Nessuna cerchia culturale avrebbe potuto dichiarare la propria totale vittoria artistica, non certo i costruttivisti, ma nemmeno i tradizionalisti.

### Primo classicismo e postcostruttivismo (1933-1935)
I primi anni dell'architettura classicista sono segnati principalmente dalla costruzione di singoli edifici o, al massimo, da progetti inerenti singoli complessi, spesso collegati alla ricostruzione di ampie aree della città di Mosca. I tre più importanti edifici caratterizzanti questo primo periodo - costruiti tra il 1931 e il 1935 - si affacciano tutti sulla medesima piazza, sebbene siano stati progettati e realizzati indipendentemente, senza un'originaria pianificazione d'insieme (gli edifici sono visibili in alcuni film antecedenti la seconda guerra mondiale, risalenti al 1936, 1938, e 1939). Ognuno di questi edifici sarà precursore di una propria linea di ricerca architettonica durante i due decenni successivi. Essi sono:
- L'edificio sulla Via Mochovaja, curato da Ivan Žoltovskij, rappresenta nell'intenzione del progettista una rielaborazione del Rinascimento italiano. Sarà il precursore dell'architettura di maggior pregio espressa nell'immediato dopoguerra. Per contro, le dimensioni dell'edificio sono ancora paragonabili a quelle di edifici ottocenteschi.
- L'Hotel Moskva, progettato da Aleksej Ščusev, precorre una linea architettonica non comune in Mosca, ma in seguito apprezzata soprattutto a Kiev e a Baku. Gli agili archi romani caratterizzanti le logge del Moskva divennero elemento diffuso in tutta l'Unione Sovietica nel corso degli anni trenta del XX secolo. Dopo la guerra anche questo elemento iniziò a perdere interesse e rimase utilizzato solamente nella porzione meridionale del paese.
- L'edificio progettato da Arkadij Langman era originariamente noto come STO e divenne in seguito sede del Gosplan, fino ad ospitare oggi la Duma di Stato. Si presenta come un edificio dalla composizione chiara - ma non semplicistica - con una marcata definizione della propria verticalità. Tale scelta stilistica - che ricorda per certi versi elementi art déco americani - richiedeva l'utilizzo di costose finiture in pietra e metallo, riuscendo così ad influire solo parzialmente sull'architettura successiva. Si ricordano tra gli edifici realizzati in seguito appartenenti a questo filone la Casa dei Soviet di Leningrado, completata nel 1941, e l'intervento in via Tverskaja a Mosca.

A fianco di questo filone si sviluppò, tra il 1932 e il 1938, il cosiddetto postcostruttivismo. Esso fa riferimento sia, da un lato, alla semplificazione dell'art déco propugnata da alcuni architetti (come, ad esempio, Ščuko e Iofan), sia alla virata verso uno stile tendente al neoclassico da parte dei primi costruttivisti (Il'ja Golosov, Vladimir Vladimirov). Gli edifici da essi realizzati in questo periodo mantengono quindi le forme rettangolare e le ampie superfici vetrate costruttiviste, associate però a balconi e portici decorati, oltre che a colonne.

### Il piano urbanistico per Mosca (1935)
Durante il luglio del 1935 emanò un decreto inerente al nuovo profilo urbanistico di Mosca. Il piano, tra le altre cose, includeva alcune linee guida coincidenti con la visione urbana di Stalin:
- lo sviluppo della città avrebbe dovuto procedere per insiemi e non per singoli edifici;
- la dimensione dei comparti urbani avrebbe dovuto passare dall'originaria ampiezza di 1,5-2 ettari a un valore incluso tra i 9 e 15 ettari;
- il nuovo sviluppo avrebbe dovuto portare a una densità di 400 persone per ettaro;
- gli edifici avrebbero dovuto essere alti almeno sei piani; sette, dieci o quattordici piani nel caso di strade principali;
- i lungofiume sarebbero state considerati strade di prima importanza, destinate solo ad alloggi di prima categoria e ad uffici.[15]

L'imposizione di questi vincoli evitò l'innalzamento, nel centro e nelle vie di prima categoria, di edifici destinati alla residenza di massa, realizzati soprattutto in periferia. Alla realizzazione di questi vennero però spesso sottratte risorse, dirottate per la costruzione dei nuovi grandi edifici del centro e, in particolare, per il completamento delle loro complesse facciate.

### Il canale di Mosca (1932-1938)
Il cosiddetto canale di Mosca connette la Moscova con la principale arteria di trasporto della Russia europea, il fiume Volga. Rappresenta uno dei progetti più ambiziosi e importanti realizzati durante l'epoca staliniana: fu costruito tra il 1932 e il 1937, utilizzando come manodopera anche condannati ai lavori forzati nei gulag.
Il canale permette di connettere la Moscova all'altezza di Tušino, ad un'altezza di 191 km dal suo estuario, con il fiume Volga nei pressi della città di Dubna, giusto a monte del bacino d'acqua rappresentato dal bacino di Ivankovo. Il canale è lungo in tutto 128 km.

### I viali di Mosca (1938-1941)
Verso la fine degli anni trenta del XX secolo l'industria delle costruzioni si mostrava oramai in grado di realizzare quanto ipotizzato nel piano urbanistico della città, fornendo materiale e strutture necessarie per ridisegnare importanti "blocchi" del tessuto urbano. Tra i vari progetti, i tre più importanti sono rappresentati da:
- Via Tverskaja, nota anche come via Gor'kij, dove l'architetto Arkadij Mordvinov ebbe la possibilità di seguire un cantiere complesso, in cui ogni singolo edificio perseguiva una propria tempistica realizzativa. Tra il 1937 e il 1939, Mordinov riuscì a completare la porzione centrale della via fino al Bulvarnoe Kolco, la seconda cerchia di boulevard della città (con alcune eccezioni, come il quartier generale del Mossoviet).
- Il distretto di Dorogomilovo (inclusa parte dell'attuale prospettiva Kutuzovskij. A differenza delle uniformi, finanche rigide, sequenze di edifici della Tverskaja, la Dorogomilovskaja venne fiancheggiata da edifici molto vari, separati da ampi spazi: si trattava di un lotto dato in sperimentazione a Burov, Rosenfeld e ad altri giovani architetti. Per contro, il livello tecnologico di questi edifici non raggiungeva standard elevati come quelli curati da Mordvinov e si rivelarono più dispendiosi, vista la manutenzione richiesta dai soffitti e dalle tramezzature in legno, così come dai rivestimenti esteriori in intonaco. Ciononostante, si può affermare che sia proprio a Drogomilovo che il canone dell'architettura classicista socialista si sia espresso e sviluppato.
- La Bolšaja Kalužskaja (attualmente Leninskij Prospekt), situata a est di Gor'kij Park, lungo cui si sviluppa una serie grandi complessi standardizzati.

### La fiera agricola dell'Unione Sovietica (1939)
Durante il 1936 venne deciso il dislocamento dell'annuale fiera agricola in un'area libera a nord di Mosca. Entro il primo di agosto del 1939 vennero completati più di 250 padiglioni fieristici, realizzati su di un'area dai 1,26 chilometri quadrati. La statua L'operaio e la kolchoziana, opera della scultrice Vera Muchina realizzata originariamente per l'Expo 1937 di Parigi, venne ricostruita all'ingresso del polo fieristico.
I padiglioni vennero realizzato seguendo gli stili delle varie repubbliche costituenti l'Unione Sovietica: passeggiare attraverso l'esibizione ricreava in piccolo un tour attraverso l'immenso paese. Il padiglione centrale, opera di Vladimir Ščuko, riprendeva il tema, non realizzato, per il palazzo dei Soviet proposto all'epoca da Žoltovskij. A differenza dei padiglioni "nazionali", questo e altri grandi padiglioni vennero ricostruiti durante gli anni cinquanta del XX secolo.
Proprio i padiglioni del 1939 sopravvissuti rappresentano l'unico esempio di grandi monumenti di propaganda di epoca staliniana ancora presenti nella collocazione originaria: molti sono stati demoliti dopo il 1956 in seguito alla destalinizzazione e altri non furono completati, come il progetto per l'Hangar dei trofei di guerra ideato da Ščusev per il Gor'kij Park.

## Architettura post-bellica (1944-1950)

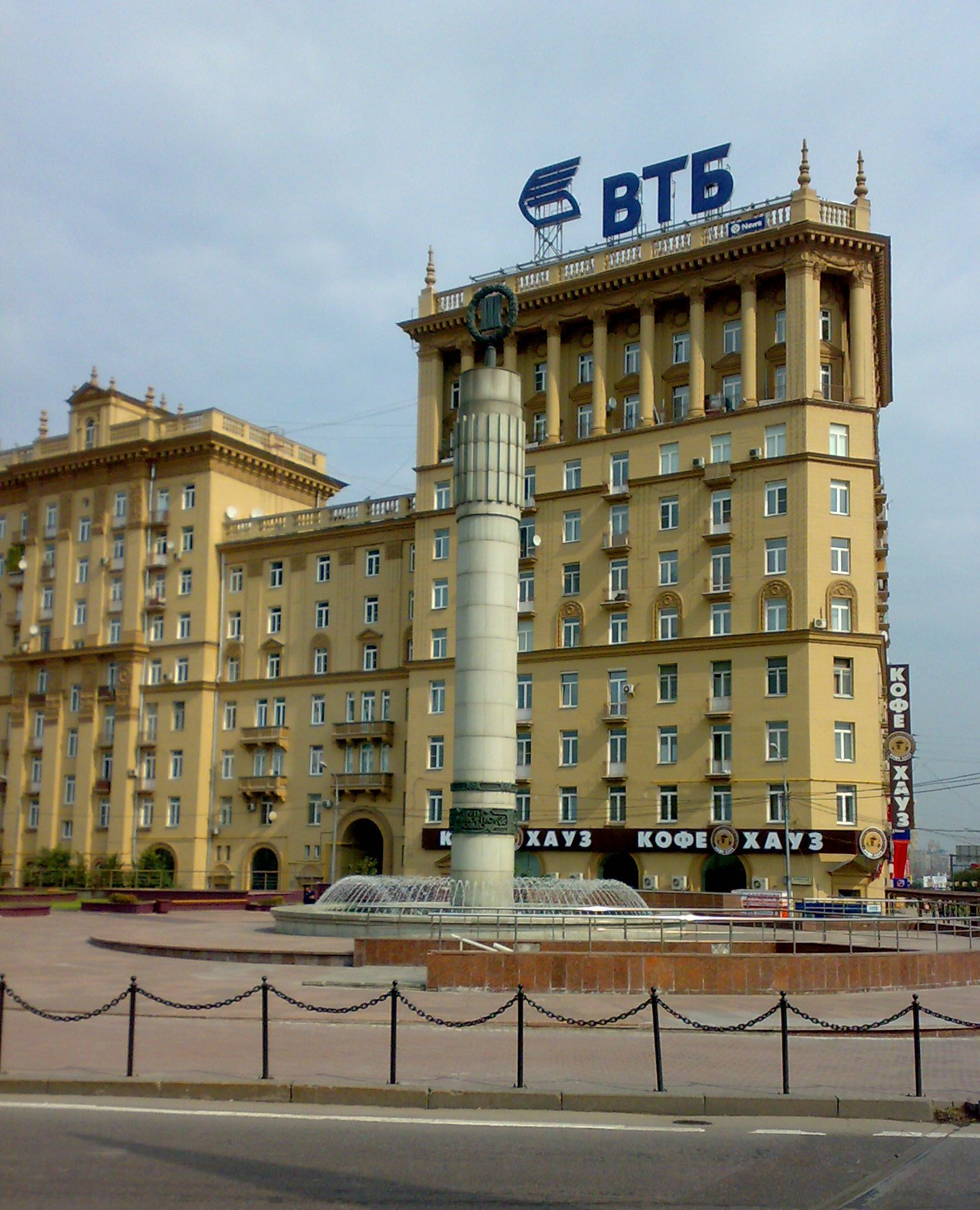
Edificio residenziale sulla Prospettiva Kutuzovskij, Mosca.

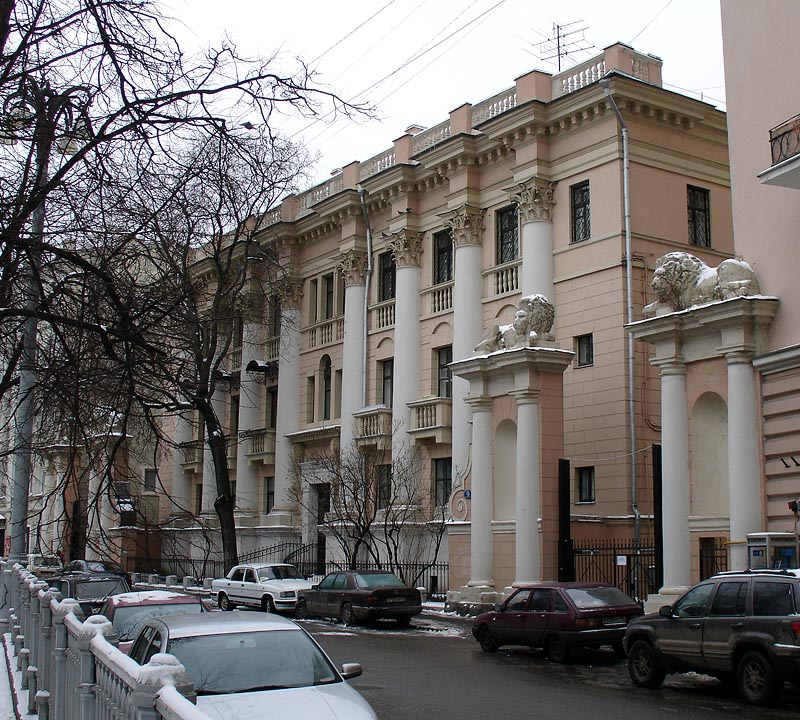
La Casa dei leoni, edificio nel quartiere residenziale di Patriarschije Prudy, Mosca.

L'architettura sovietica post-bellica, sebbene talvolta percepita come espressione di un unico stile, si sviluppa lungo alcune principali direttrici:
- realizzazione di edifici di lusso destinati a uffici o residenze, realizzati per grandi arterie urbane quali la Leninskij Prospekt a Mosca o la Moskovskij Prospekt a Leningrado;
- compimento di grandi progetti infrastrutturali, come la metropolitana di Leningrado, la continuazione della metropolitana di Mosca e il canale Volga-Don;
- ricostruzione dei danni di guerra a Kursk, Minsk, Kiev, Smolensk, Stalingrado, Voronež e in centinaia di centri minori;
- ricerca nel campo dell'edilizia per ovviare alla crisi abitativa con la ricerca di tecniche di costruzione veloci ed economiche. Avviata già nel 1948, diventerà fulcro della politica statale dal 1951;
- costruzione di nuove città, in particolare in Siberia: Novosibirsk, Kemerovo, Dzeržinsk e altri centri minori.

Gli edifici residenziali costruiti negli anni successivi alla seconda guerra mondiale venivano raggruppati in base ai ranghi e alle funzioni degli inquilini. Veniva, quando possibile, fatto sfoggio del lusso di queste abitazioni, talvolta anche con punte di esagerazione piuttosto contrastanti, ad esempio, con la sobrietà compositiva della Casa sul lungofiume progettata da Iofan nell'immediato anteguerra. Le residenze fuori dal centro della città riservate agli ufficiali rappresentano alcuni episodi di questa fase costruttiva: si possono citare la cosiddetta Casa dei leoni - progettata nel 1945 da Nikolaj Gajgarov e M.M. Dzisko sotto la supervisione di Ivan Žoltovskij - o gli appartamenti dei marescialli, costruiti nel 1947 su progetto di Lev Rudnev nello stesso isolato della Casa dei leoni, sebbene con maggiore semplicità nel disegno rispetto a quest'ultima.
Gli edifici residenziali di livello superiore sono facilmente identificabili da alcune peculiarità, come una maggiore spaziatura tra le finestre, la presenza di piani attici terrazzati, o l'utilizzo di varie declinazioni del cosiddetto erker. Talvolta, la categoria sociale a cui erano destinati gli alloggi era riconoscibile da ornamenti tematizzati o dalla presenza di lastre commemorative.
Questa complessa varietà di tipi edilizi si riscontra principalmente nella capitale, Mosca, mentre nelle città minori i livelli abitativi variavano generalmente su due o tre classi. Un'eccezione era costituita da Leningrado, la quale poteva utilizzare come spazi di rappresentanza o di lusso anche le architetture di epoca zarista.

### Il canale Volga-Don (1948-1952)
La costruzione del canale Volga-Don, progettato da Sergej Jakovlevič Žuk dell'istituto Gidroproekt, era iniziata prima della seconda guerra mondiale, ma venne da essa interrotta. L'opera fu quindi completata tra il 1948 e il 1952: il primo di giugno dello stesso anno iniziò ad essere operativo. Come per il canale di Mosca, anche per la realizzazione del canale Volga-Don venne utilizzata spesso manodopera proveniente dai campi di lavoro forzato: durante il 1952 - ultimo anno di lavori - parteciparono alla realizzazione del canale oltre centomila persone.

### La metropolitana di Mosca (1938-1958)[18]

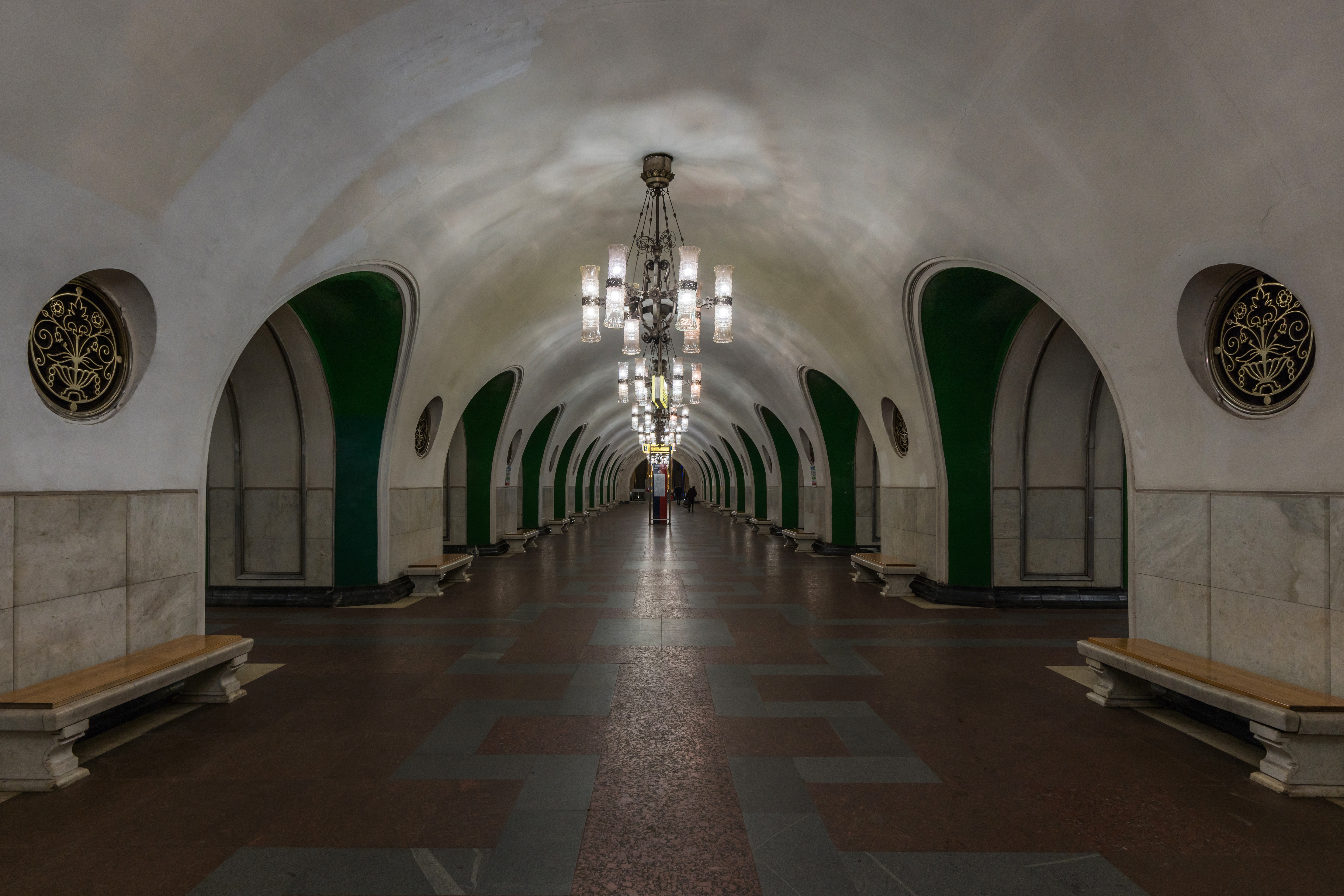
La stazione della metropolitana di Mosca VDNCh, la prima ad essere stata realizzata con maggiore sobrietà. La pittura verde sostituisce i mosaici inizialmente progettati da Vladimir Favorskij.

La prima tranche della metropolitana di Mosca (1931-1935) era stata concepita esclusivamente con scopi utilitaristici. Sebbene vi fosse stata molta propaganda al riguardo della costruzione di una metropolitana, l'oggetto in sé non veniva percepito come oggetto di propaganda: "differenza di altri progetti, la metropolitana di Mosca non venne mai definita la "metropolitana di Stalin". Gli architetti della vecchia scuola preferirono evitare le commissioni collegate alla metro. Il sentimento verso quest'opera mutò con l'inizio di una seconda fase di lavori, a partire dal 1935. All'epoca la metropolitana divenne infatti parte del complesso delle grandi opere supportate dallo Stato e iniziò a ricevere finanziamenti più cospicui. Numerose stazioni realizzate durante questa seconda fase possono essere prese come importante esempio dell'architettura espressa dal classicismo socialista: si possono citare, tra le varie, la Majakovskaja del 1938, e la Elektrozavodskaja e la Partizanskaja, entrambe inaugurate nel 1944.
Dopo sei anni di lavori venne completata anche la prima tratta di metropolitana costruita dopo la guerra: si trattava di una porzione di 6,4 kilometri della linea Kol'cevaja, primo anello metropolitano intorno al centro di Mosca. Nuovo soggetto di riferimento divenne la celebrazione della vittoria e dello Stato. La stazione di Oktjabr'skaja venne concepita dal suo progettista Leonid Poljakov come un tempio classico, con annesso altare commemorativo blu e bianco protetto da una cancellata metallica: per riuscire a vedere tale memoriale, il passante deve attraversare una lunga sequenza di arcate la cui scansione è intervallata da insegne realizzate in stucco, candelabri in bronzo e iconografia militare di vario genere. Anche la stazione di Park Kul'tury è riccamente decorata da candelabri goticizzanti.
La seconda sezione dell'anello costituito dalla linea Kol'cevaja era invece dedicata al lavoro eroico, ad eccezione della stazione Komsomol'skaja, dedicata ad un discorso tenuto da Stalin il 7 novembre 1941.
Il 4 aprile 1953 la pubblica opinione scoprì che un tratto compreso tra Aleksandrovskij Sad (originariamente nata come Ulica Kominterna e all'epoca dei fatti conosciuta come fermata Kalininskaja) e Kievskaja era stato chiuso e sostituito da una nuova linea passante in maggior profondità: non vennero mai fornite spiegazioni, e molti ipotizzarono all'epoca la trasformazione della tratta in un rifugio atomico. Una delle stazioni, la Arbatskaja (progettata anch'essa da Leonid Poljakov), detiene invece la seconda banchina più lunga del complesso metropolitano di Mosca, e si presenta anche come una delle fermate più particolari.
I canoni classicisti, sempre più associati alla figura di Stalin dall'opinione pubblica, vennero definitivamente condannati durante la costruzione di due ulteriori tratte, verso Lužniki e verso il centro di esposizioni di tutta la Russia VDNCh. Conseguenza fu che, mentre strutturalmente vennero completate secondo il progetto originario e l'impostazione che era divenuta oramai "classica", queste furono spogliate di tutte le decorazioni, considerate "eccessive". La data del primo maggio del 1958, giorno dell'inaugurazione di queste tratte, rappresentò quindi un momento di cesura forte, segnando di fatto la fine di uno stile e di una concezione dell'architettura che si erano sviluppati lungo un arco di quasi tre decenni.

### LeSette Sorelle(1947-1955)
Gli Stalinskie Vysotki di Mosca (in russo Сталинские высотки?), ossia i "grattacieli di Stalin", sono un complesso di grattacieli realizzati secondo canoni divenuti emblematici del classicismo socialista. Sono anche soprannominati - e così generalmente noti - come il complesso delle Sette Sorelle. Realizzate tra il 1947 e il 1953, rappresentano un'elaborata fusione di elementi riconducibili al barocco Naryškin, al gotico, e alcuni elementi novecenteschi riconoscibili già nei grattacieli americani della prima metà del secolo.
I sette edifici del complesso sono: l'hotel Ucraina (in russo Гостиница «Украина»?), gli appartamenti sul lungofiume Kotel'ničeskaja (in russo Котельническая набережная?), il palazzo su Piazza Kudrinskaja (in russo Жилой дом на Кудринской площади?), l'Hotel Leningradskaja (in russo  Гости́ница Ленингра́дская?), il Ministero per gli affari esteri (in russo Здание Министерства иностранных дел?, l'edificio principale dell'Università statale di Mosca, e l'edificio amministrativo "Porte rosse" (in russo Административно-жилое здание возле «Красных ворот»?.
Durante il 1946 aveva preso piede l'idea di costruire in Mosca una serie di grattacieli, che fu istituzionalizzata con un decreto del gennaio 1947 al quale fece seguito - nel settembre dello stesso anno - l'identificazione di otto siti adatti. Furono quindi incaricati otto team di progettisti - guidati da architetti di età compresa fra i 37 e i 62 anni - per curare la realizzazione dei grattacieli. Non venne istituita una particolare commissione di valutazione, lasciando così divenire la progettazione finale frutto della diretta interlocuzione fra Stalin e i singoli team. Uno degli otto complessi, il grattacielo Zarjad'e, venne accantonato e mai realizzato. A tutti gli architetti coordinatori delle otto squadre venne conferita la medaglia del premio Stalin durante l'aprile del 1949 per i progetti preliminari.
Tutti i grattacieli sono stati realizzati con struttura portante in ferro e solai in calcestruzzo, con i divisori in laterizio. Le fondazioni sono state progettate in lastre di calcestruzzo, tecnica che richiese un accurato studio per evitare un possibile ristagno d'acqua. La costruzione di edifici di tale mole e rappresentatività richiese necessariamente l'applicazione e lo studio di nuovi materiali (soprattutto ceramici) e nuove tecnologie: le soluzioni proposte sarebbero state applicate in seguito anche per successive opere a scopo residenziale e per nuove infrastrutture.
Ciononostante, la costruzione di questi grattacieli si rivelò un onere non indifferente, soprattutto in un periodo particolarmente duro come la ricostruzione post bellica. Il peso di quest'operazione si può riassumere nel raffronto tra i 500.000 m² di superficie totale dei sette grattacieli e i 775.000 m² destinati a residenza realizzati in Mosca tra il 1947 e il 1949.
Gli stilemi delle Sette sorelle influenzarono in maniera diretta anche progetti in altre parti dell'est europeo: gli edifici da queste più strettamente ispirati sono il Palazzo della Cultura e della Scienza di Varsavia e il Palazzo dell'Accademia lettone delle Scienze di Riga. Esiste un grattacielo simile anche a Kiev, ma privo del caratteristico coronamento con torretta gugliata.
L'immagine dei sette grattacieli staliniani fu inoltre elemento ispiratore per numerosi edifici di dimensioni più contenute: iniziò a diffondersi l'usanza di coronare isolati o complessi edilizi dall'altezza media di 4-5 piani con torri di altezza generalmente compresa tra gli 8 e i 12.
Un altro importante edificio influenzato dall'architettura dei grattacieli classicisti è il padiglione centrale della VDNCh - riaperto nel corso del 1954 - che, alto 90 metri, presenta una vasta sala centrale larga 25 metri e alta 35, decorata con affreschi e sculture di stampo staliniano.
L'elemento della doppia torre, simbolo caratterizzante della città socialista, è riscontrabile in numerose piazze, da Berlino alla Siberia:

### IlViale dell'Indipendenzadi Minsk (1944-1959)

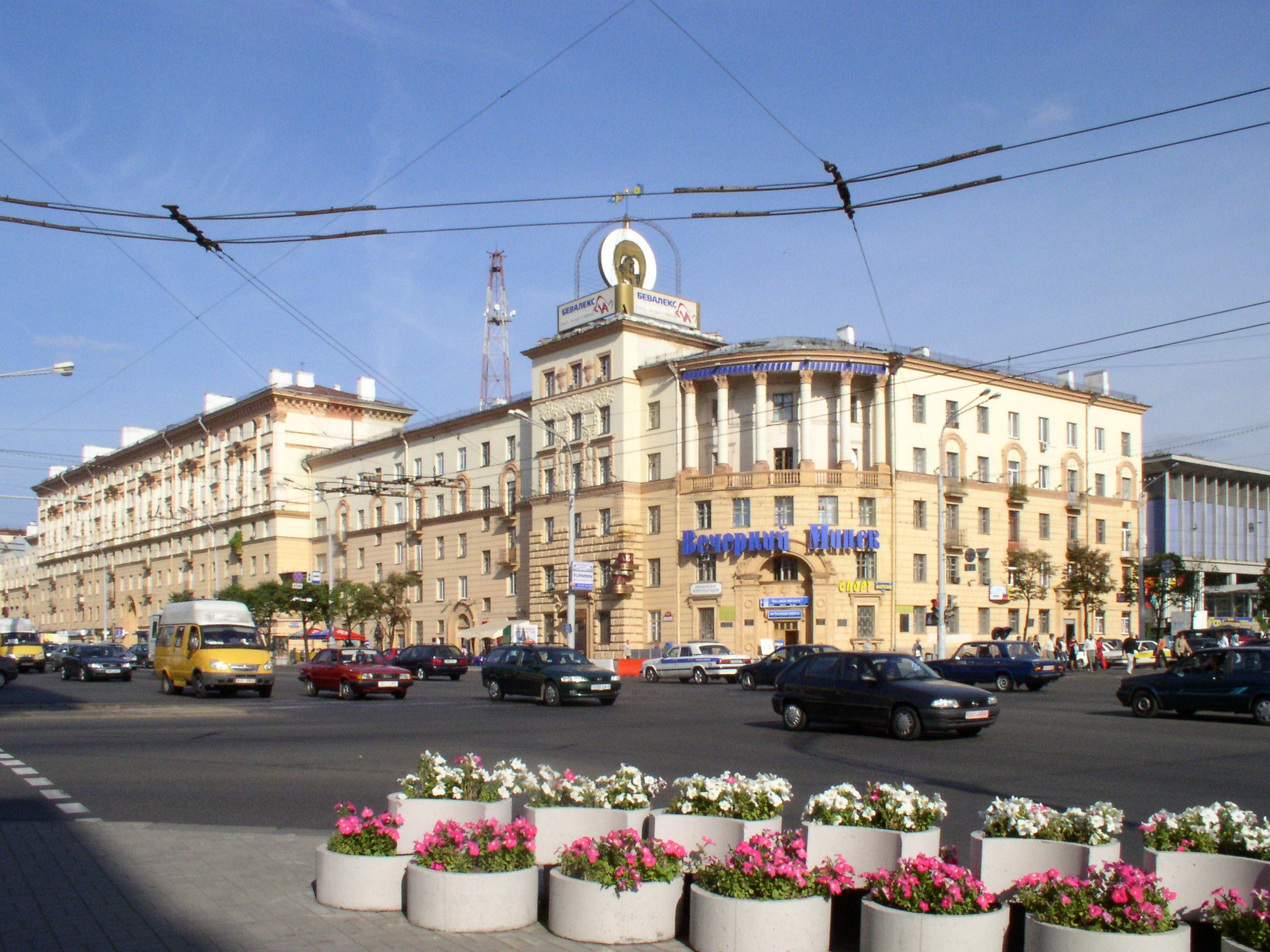
Viale dell'Indipendenza, Minsk.

Il complesso architettonico e urbanistico del Prospekt Nezavisimosti (Viale dell'indipendenza) di Minsk rappresenta un felice esempio di approccio integrato nell'organizzazione dello spazio, tramite un'armoniosa combinazione di elementi architettonici e monumentali e un attento studio della pianificazione, del paesaggio e della vegetazione. La realizzazione del complesso richiese quindici anni di tempo ed ebbe inizio verso la fine della seconda guerra mondiale: si sviluppa lungo un'arteria urbana lunga 2900 metri e larga (marciapiedi inclusi) tra i 42 e i 48 metri.
I lavori di rifacimento della disposizione complessiva della precedente via Sovetskaja ebbero inizio già nel 1944, poco tempo dopo la liberazione di Minsk dalle truppe naziste. Furono coinvolti nel processo i più importanti architetti cittadini, oltre a quelli della capitale. Nel 1947 fu finalmente deciso di mettere in opera il progetto di Michail Parusnikov, risultato vincitore del concorso d'idee per la nuova via.
Il progetto viene generalmente considerato come un buon esempio urbanistico: sono poste in attenta correlazione tra loro caratteristiche quali la lunghezza degli edifici, l'altezza delle facciate, la partizione degli spazi, la scelta degli elementi architettonici e decorativi, ecc. unendo alle caratteristiche di un piano urbano moderno le idee di un'architettura di impronta classica. Gli edifici anteriori alla guerra non distrutti e i parchi preesistenti da eventi bellici vennero mantenuti e inseriti all'interno della nuova trama urbana.
Gli edifici appartenenti al complesso del Viale dell'Indipendenza sono iscritti nell'elenco dei monumenti tutelati della Repubblica Bielorussa. Il complesso stesso - nella più ampia accezione di edifici, strutture, disposizione e paesaggio - è a sua volta bene incluso nella medesima lista di tutela per il proprio valore storico e culturale. Il primo premio per l'architettura nazionale bielorussa, istituito nel 1968, venne consegnato proprio ad una squadra di architetti bielorussi e moscoviti (M. Parusnikov, G. Badanov, I. Barsch, S. Botkovskij, A. Vojnov, V. Korol, S. Musinskij, G. Sisoev, N. Trachtenberg e N. Špigelman) per il lavoro svolto in Prospekt Nezaleznosci.
Vennero realizzate a Minsk altre architetture ispirate al classicismo socialista, in particolare in via Lenina, via Kamsamolskaya, via Kamunistychnaya, in piazza Pryvakzalnaja e altre vie minori.

### La ricostruzione di Kiev (1944-1955)

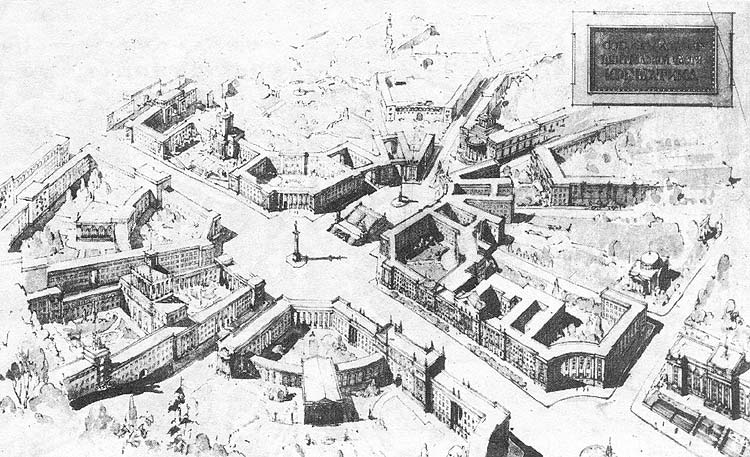
Uno degli oltre venti progetti elaborati per la ricostruzione di Kiev (non realizzato).

Il centro della città di Kiev era andato distrutto durante la seconda guerra mondiale, tramite detonazione a distanza di cariche precedentemente installate, dalle stesse armate sovietiche, al fine di impedire l'occupazione della città da parte nazista. Una volta liberata la città, le strade e le piazze vennero ripulite dalle rovine. Il soviet cittadino indisse il 22 giugno del 1944 un concorso di idee per la progettazione urbanistica del centro cittadino della nuova Kiev, così come per diverse altre città della Repubblica Socialista Sovietica Ucraina.

### Il premio Stalin 1949

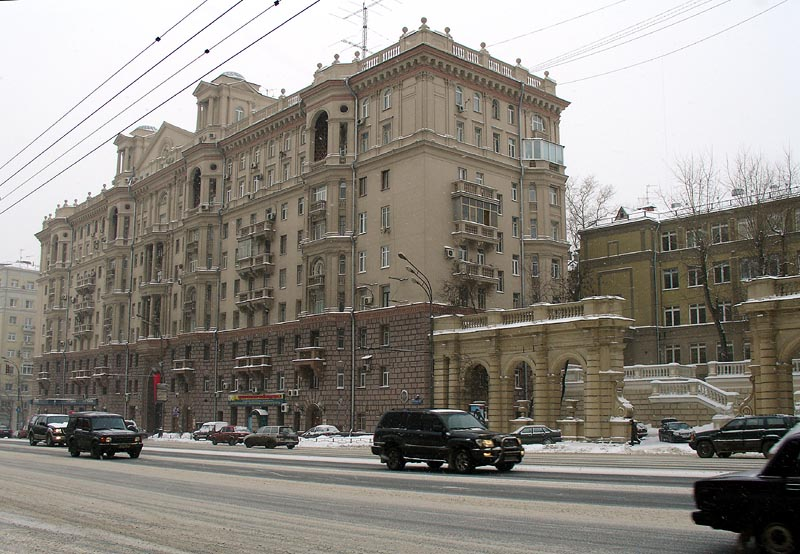
Edificio ai numeri 46-48 di Zemljanoj Val ospitante appartamenti per dipendenti dell'MGB, il Ministero per la Sicurezza dello Stato. Opera di Evgenij Rybickij, Mosca, 1949.

Le menzioni per il premio Stalin 1949 - annunciate nel marzo dell'anno successivo - segnarono un punto di svolta importante nella concezione e nell'apprezzamento da parte dei vertici dell'architettura proposta: pur continuando ad essere valutati positivamente gli edifici di grande rappresentatività, ebbe inizio una virata verso un'architettura dai costi maggiormente sostenibili. I premi furono quindi assegnati esclusivamente a progetti, realizzati interamente, di architettura residenziale: un forte segnale su quali obiettivi stessero divenendo prioritari. Furono premiati tre edifici moscoviti:
- edificio ai numeri 46-48 di Zemljanoj Val, progettato da Evgenij Rybickij, una costruzione il cui livello di complessità ed elaborazione nella decorazione era superiore anche agli standard classicisti dell'epoca. L'edificio presentava esternamente, oltre agli erker, elaborati obelischi a decorazione della sommità, portici e cornici articolate, mentre l'interno si presentava ancora più ricco. La costruzione era stata progetta per ospitare gli ufficiali dell'MGB (il ministero per la sicurezza dello Stato) in appartamenti da circa 200 m² l'uno. Tra la forza lavoro impiegata vennero annoverati numerosi prigionieri tedeschi condannati ai lavori forzati, così come una buona parte del materiale utilizzato per la costruzione era rappresentato da materiale confiscato ai tedeschi. La fortuna critica dell'edificio ebbe vita breve: già nel 1952 avrebbe iniziato a essere oggetto di commenti poco lusinghieri[26] e nel 1955 sarebbe stato definito da Chruščёv un "pinnacolo di eccessi".
- edificio al numero 4 della Sadovo-Triumphalnaja, progettato da Rosenfeld e Suris, costruzione dalla qualità architettonica paragonabile al palazzo di Zemljanoj Val. Le murature perimetrali, scandite da erker e da cornici orizzontali, sono rivestite in granito e terracotta. La sensazione che ne scaturisce osservando l'edificio è quella di una decorazione particolarmente opulenta, che si attesta sui livelli di quella voluta da Rybickij. Il palazzo è curiosamente dotato di una seconda scala destinata alla servitù.
- edificio al numero 7 della Bolšaja Kalužskaya, progettato da Žoltovskij, uno dei primi tentativi effettuati per ridurre il costo di realizzazione per unità pur mantenendo gli standard voluti da Stalin di qualità e di tecnologia costruttiva in laterizio. Si tratta principalmente di bilocali, piccoli per la media di epoca stalinista, ma ben studiati nella disposizione e nella quantità, di modo tale da evitare la conversione di queste unità per famiglie singoli in Kommunalka. Esternamente l'edificio si presenta come una superficie piatta dalle poche decorazioni, coerente con il modello fiorentino spesso ispiratore di Žoltovskij: non sono presenti infatti né erker né elementi puramente decorativi, come statue o obelischi.

## Declinazioni locali
Le singole repubbliche facenti parte dell'Unione Sovietica svilupparono proprie declinazioni del classicismo - con libertà di volta in volta più o meno maggiore - il cui impulso traeva chiaramente origine nella capitale. Quando le forze o le competenze locali risultavano non essere sufficienti, venivano mandati in loco architetti russi: Aleksej Ščusev stesso, ad esempio, curò la progettazione di un teatro dalle fattezze orientaleggianti per Tashkent. Tra i locali, invece, si può citare Aleksander Tamanian che, nominato architetto-capo per la città di Erevan, fu il principale curatore della varietà armena del classicismo socialista.
Tra il 1948 e il 1956 l'architettura classicista fu spesso la cifra stilistica prescelta per le architetture di rappresentanza dei paesi dell'appena costituito blocco orientale, abbracciata spesso dopo il rifiuto delle proposte architettoniche moderniste. Anche in questo caso l'architettura, pur di chiara origine sovietica, manifestò di volta in volta influenze dovute a tendenze e gusti locali.

### Polonia

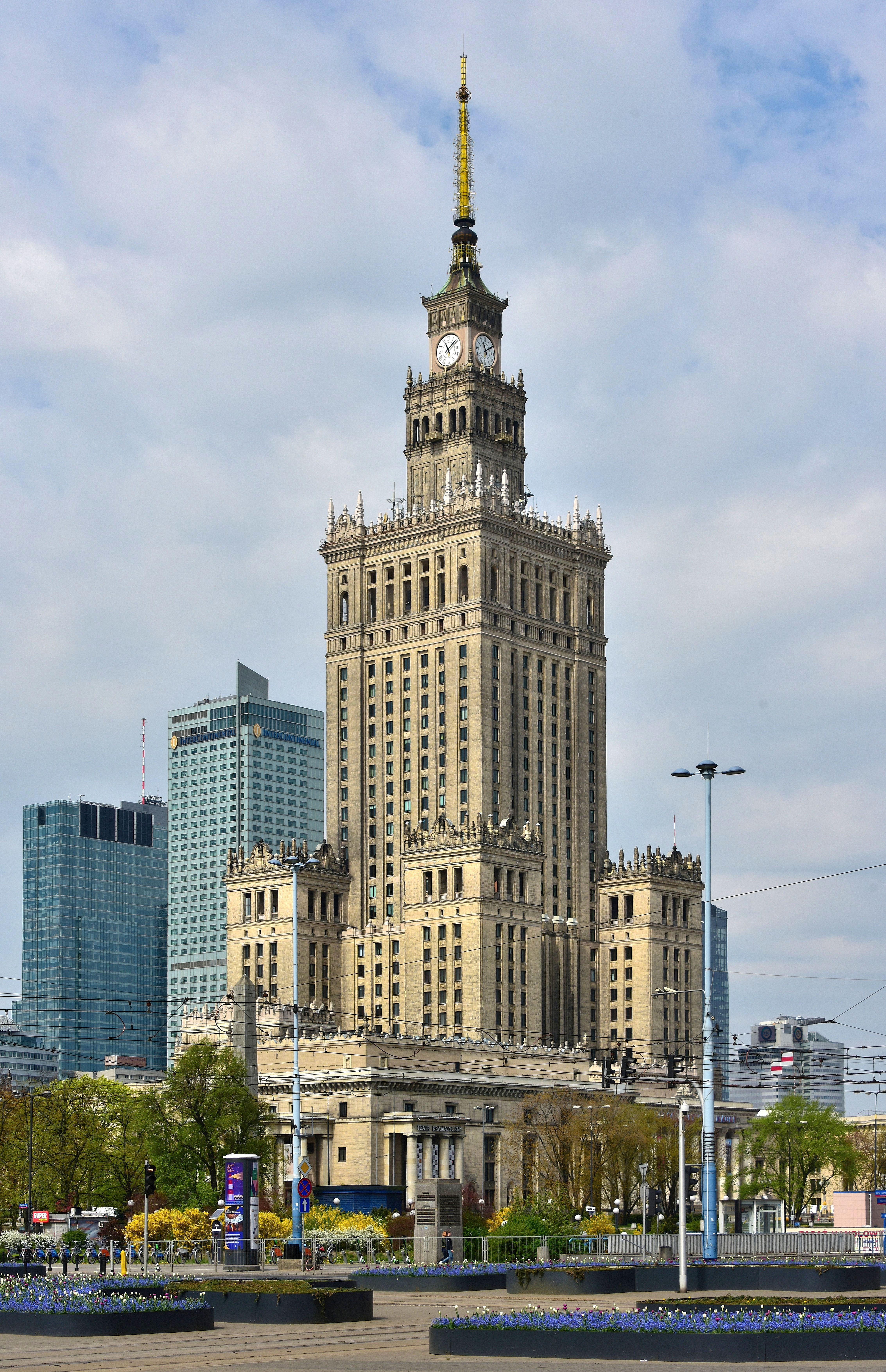
Palazzo della Cultura e della Scienza di Varsavia, progettato da Lev Vladimirovič Rudnev 1952-1955.

Il Palazzo della Cultura e della Scienza di Varsavia, opera progettata da Lev Rudnev, rappresenta il più famoso - e talvolta il più controverso - degli edifici classicisti realizzati al di fuori dell'Unione sovietica. Si tratta di un edificio - definito all'epoca della costruzione come un "dono da parte del popolo sovietico" - dalle proporzioni imponenti, destinato a caratterizzare il centro della città, coerentemente con la teoria urbanistica per cui la città socialista avrebbe dovuto essere dotata di monumenti - cosiddetti 'dominanti' - costituenti importanti punti di riferimento. Tuttora (2011), con i suoi 231 metri d'altezza, è l'ottavo edificio più alto d'Europa. Anche l'ampio viale che conduce al palazzo, nonché la ricostruzione del vecchio centro cittadino di Varsavia, hanno rappresentato esempi di architettura classicista. Si diceva ai tempi che le strade venissero progettate così ampie al fine di permettere un eventuale agevole utilizzo di carri armati.
Dal punto di vista urbanistico, la più rilevante eredità lasciata dal classicismo socialista in Polonia è costituita dalla città di nuova fondazione di Nowa Huta - ora quartiere di Cracovia - progettata e realizzata alla fine degli anni quaranta del XX secolo.

### Repubblica Democratica Tedesca

Strausberger Platz, Berlino.

In seguito alla sconfitta del nazismo, vennero eretti a Berlino diversi grandiosi monumenti celebrativi della vittoria, tra i quali sono degni di particolare menzione un monumento nel Tiergarten realizzato con il marmo della cancelleria del Reich progettata da Albert Speer ed uno, ancora maggiore, a Treptow.
Per quanto riguarda gli edifici, invece, la prima opera riconducibile al classicismo socialista realizzata in città fu l'ambasciata sovietica, costruita lungo il viale di Unter den Linden. L'opera fu originariamente oggetto di critica da parte degli architetti della DDR, tra cui Hermann Henselmann, anche per il fatto che l'originario piano urbano per Berlino Est - stilato sotto la supervisione di Hans Scharoun - era influenzato da idee di stampo modernista e non classicista, come testimoniano anche i progetti per appartamenti previsti per la nuova Stalinallee (oggi Karl-Marx-Allee). Tali direzioni di ricerca vennero, ad ogni modo, osteggiate a livello centrale, sicché la tendenza architettonica dominante in Unione sovietica divenne la norma costruttiva anche nella Germania Est. Tutta la restante porzione della Stalinallee fu quindi realizzata, proprio da Henselmann e da Richard Paulick, nel cosiddetto Zuckerbäckerstil, lo stile "a torta nuziale".
Edifici e monumenti di medesima ispirazione, sebbene di proporzioni meno grandiose, furono realizzati nello stesso periodo a Lipsia, Dresda, Magdeburgo e nella città di nuova fondazione Stalinstadt, in seguito rinominata Eisenhüttenstadt.

### Romania, Bulgaria, Cecoslovacchia, Ungheria e Lettonia

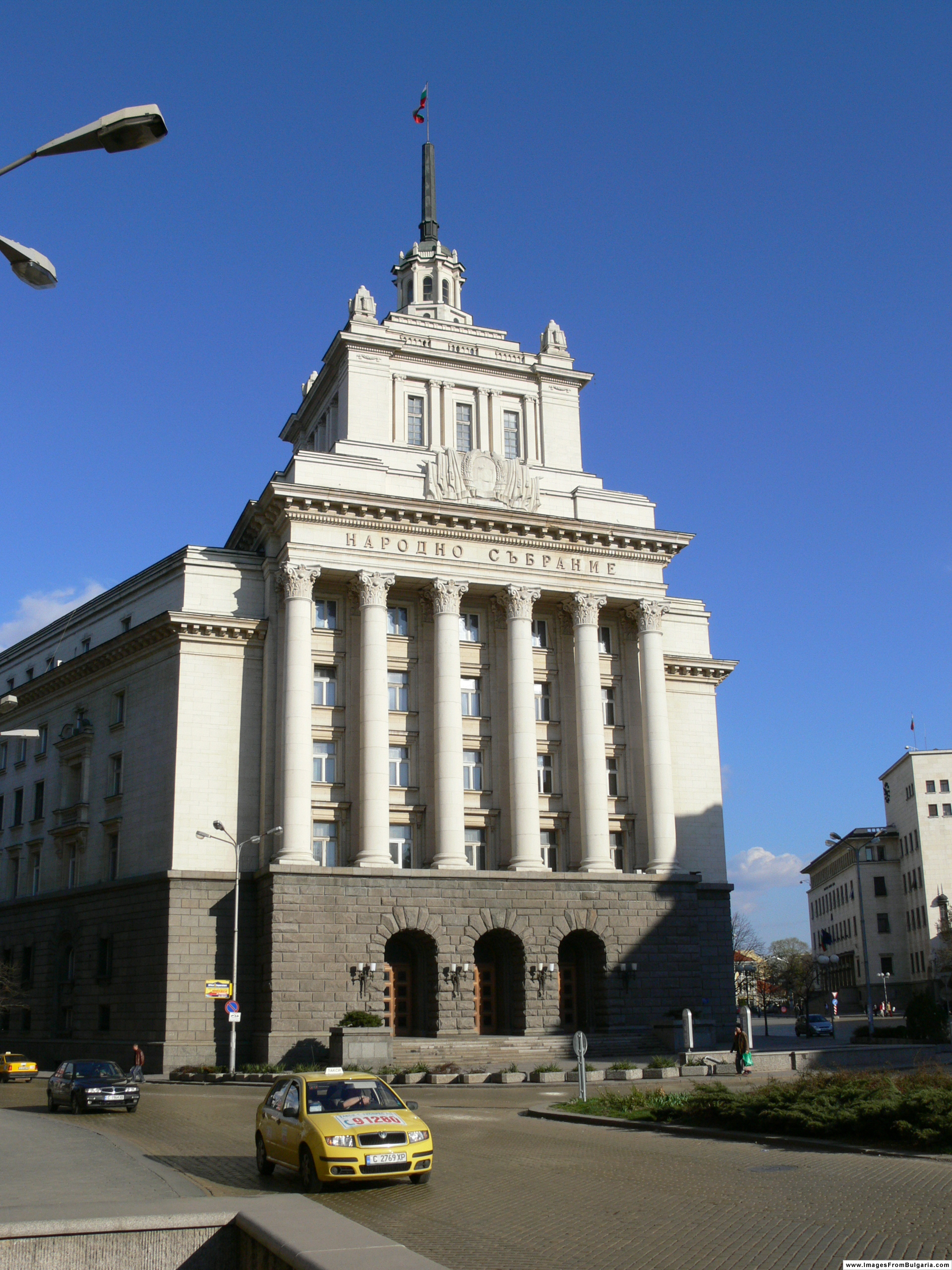
La sede del disciolto Partito Comunista Bulgaro, Complesso Largo, Sofia.

Tra i principali edifici facenti capo al classicismo socialista si contano la sede del giornale di partito Casa Scânteii - oggi Casa Presei Libere - in Romania e il complesso Largo in Bulgaria. Si trattava, per questi e altri edifici, di progetti antecedenti il 1953 completati però spesso anche dopo la morte di Stalin.
Minore fu la quantità di progetti classicisti realizzati nella Repubblica Socialista Cecoslovacca, sebbene numerosi fossero stati i monumenti eretti in onore di Stalin (di cui uno dei più imponenti proprio a Praga) e forti furono le critiche verso architetti e teorici modernisti, tra cui quelle rivolte a Karel Teige.
In Ungheria il classicismo socialista ebbe, durante gli anni cinquanta del XX secolo, larga diffusione. Numerosi furono gli edifici governativi e residenziali e le infrastrutture facenti capo a questa corrente. Classicista è anche la città di fondazione di Dunaújváros, originariamente nata come Sztálinváros.
In Lettonia, infine, è degno di nota il Palazzo dell'Accademia lettone delle Scienze, realizzato a Riga tra il 1953 e il 1956.
Con la fine degli anni cinquanta del XX secolo il modernismo prese il sopravvento e l'architettura di stampo classicista fu abbandonata pressoché ovunque nel blocco orientale. Un raro esempio di tardo classicismo socialista è costituito dal Palazzo del Parlamento di Bucarest, iniziato nel 1984 e terminato solamente durante gli anni novanta del secolo, tempo dopo la morte di Nicolae Ceaușescu.

### Altri paesi

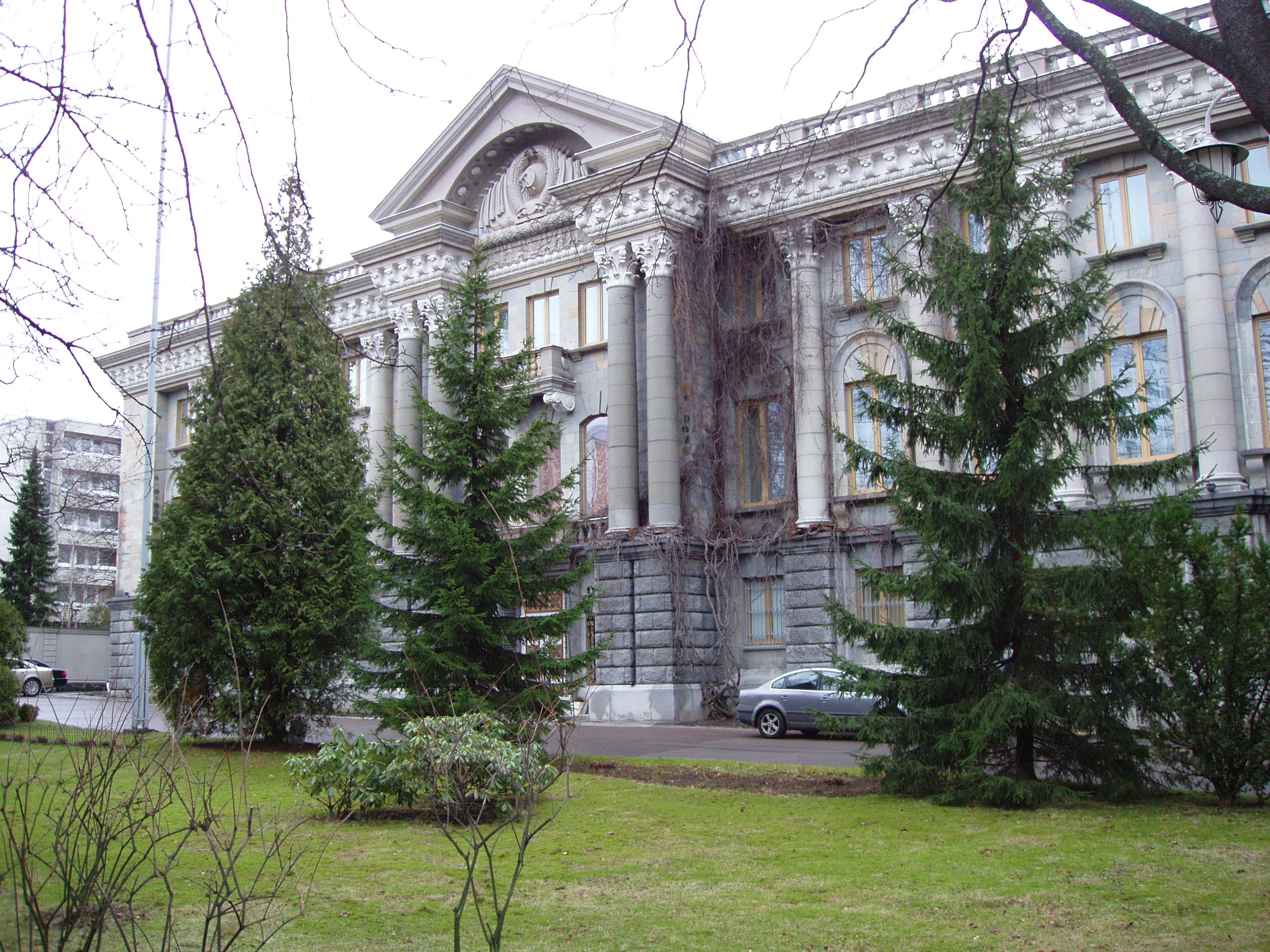
Ambasciata sovietica a Helsinki, 1952.

In Asia orientale sono riscontrabili alcuni esempi di classicismo socialista in Corea del Nord e in Cina, come i centri esposizioni di Pechino e Shanghai.
Le ambasciate dell'Unione Sovietica di nuova costruzione furono spesso realizzate secondo canoni classicisti: tra queste si possono ricordare quella a Berlino e quella a Helsinki. Quest'ultima, progettata da A. J. Striževski, ricorda in diversi aspetti il londinese Buckingham Palace.

## Studi per la riduzione dei costi di costruzione (1948-1955)

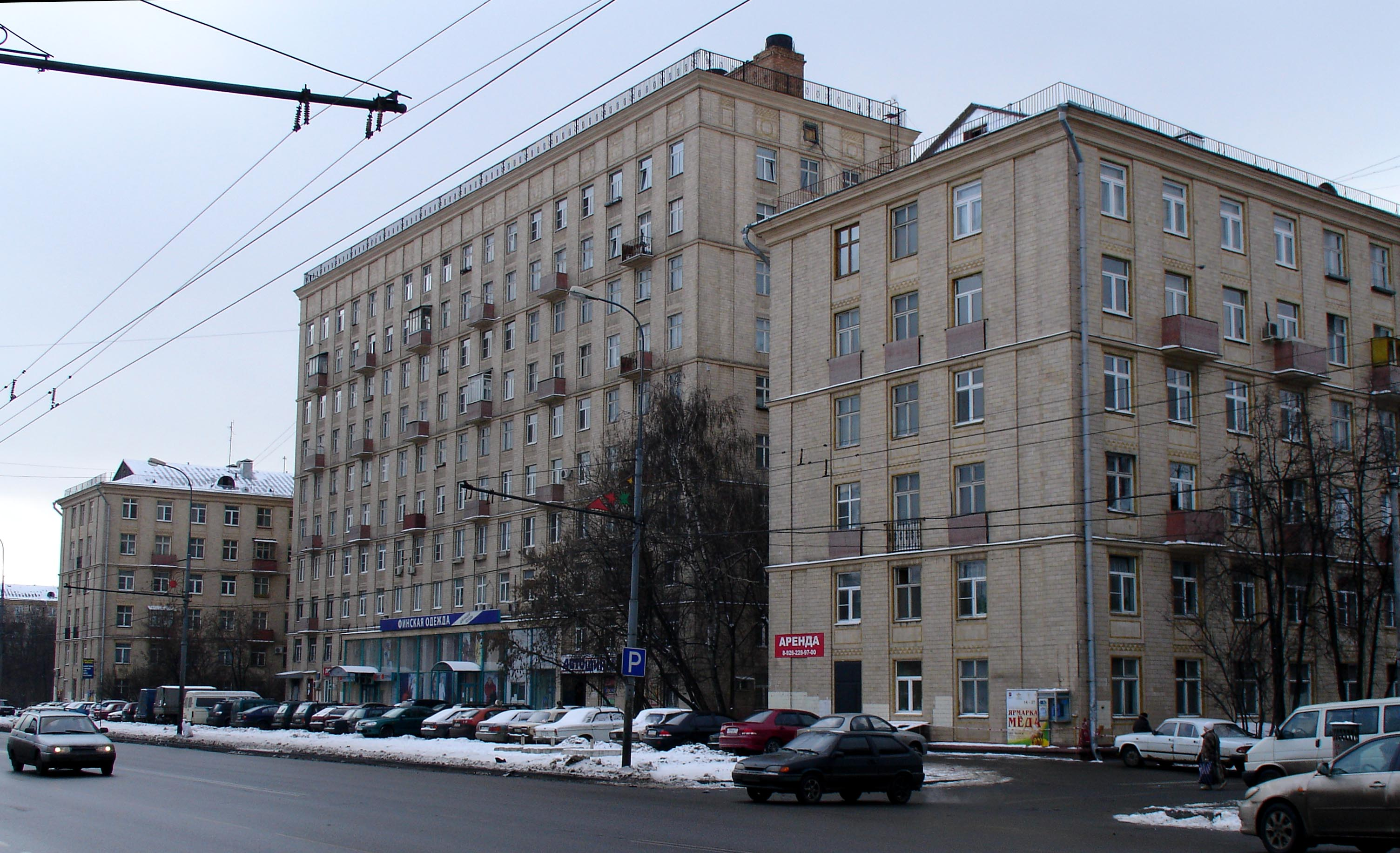
Complesso progettato da Vitalij Lagutenko e Michail Posochin, Mosca, 1948-1952. Pur mantenendo l'aspetto dei grandi edifici realizzati in muratura portante, si tratta di una struttura realizzata da blocchi prefabbricati, rivestita con pannelli prestampati in calcestruzzo.

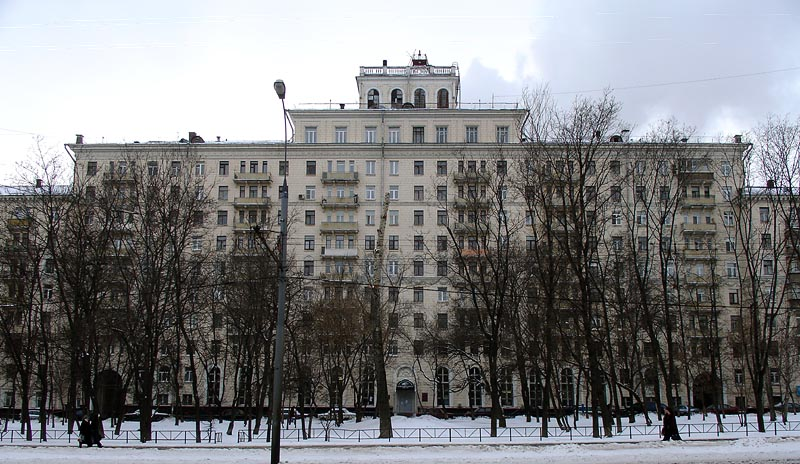
Edificio sulla via Peščanaja progettato da Rosenfeld, Mosca, 1951-1955. Struttura in muratura portante rivestita con elementi prefabbricati in calscestruzzo.

Il passaggio dall'architettura classicista, tipica dell'epoca staliniana, alla standardizzazione prefabbricata viene associato generalmente all'epoca Chruščёv e, in particolare, al decreto del novembre 1955 A liquidazione degli eccessi.. Sebbene ciò costituì un punto di svolta a livello pubblico, il discorso era invece già stato intrapreso a partire dal 1948. L'edificio del 1949 sito al numero 7 di Bolšaja Kalužskaja, opera di Žoltovskij, è già un primo esempio del tentativo cambiamento in atto: costruito però ancora secondo la tradizionale tecnologia della muratura portante, il suo apporto fu soprattutto a livello di studio di nuovi canoni nel decoro esterno. L'impegno principale degli anni 1948-1955 fu dunque un monumentale studio di fattibilità, condotto dai principali uffici di architettura, diretto a studiare nuove tecniche e tecnologie costruttive.

### Sperimentazione della tecnica a "cornici e pannelli" (1948-1952)
Durante il 1947 l'ingegnere Vitalij Lagutenko venne nominato direttore dello sperimentale Ufficio per la costruzione industriale, con l'obiettivo di studiare e progettare una tecnologia a basso costo che bene si adattasse alla costruzione su vasta scala. Lagutenko decise di puntare sull'uso di ampi pannelli prefabbricati in cemento. Collaborò con gli architetti Michail Posochin senior e Ašot Mndojanc in un'équipe che progettò il primo edificio con la tecnica a "cornice e pannelli", nei pressi dell'attuale stazione Poležaevskaja della metropolitana. Seguirono a breve quattro edifici identici, e diversi altri vennero realizzati in tutto il paese tra il 1949 e il 1952.
Si trattò comunque ancora di una fase di sperimentazione, in quanto la realizzazione industriale dei pezzi non si dimostrava altrettanto rapida quanto la fase di costruzione. Posochin progettò anche alcune varianti dell'edificio prototipo, decorato con elementi classicisti, che non vennero però mai realizzati: la tecnica a "cornice e pannelli" venne ancora in seguito utilizzata per le realizzazioni industriali, ma fu abbandonata per quanto concerneva l'architettura residenziale in quanto ancora troppo costosa.

### La conferenza di Mosca del gennaio 1951
Durante gennaio del 1951 Nikita Chruščёv - all'epoca massimo dirigente della sezione moscovita del partito - organizzò una conferenza aperta ai professionisti al fine di affrontare i numerosi problemi inerenti alle costruzioni. L'incontro decretò la transizione dalla vecchia tecnica umida della muratura portante laterizia verso l'utilizzo, più pratico e veloce, di pannelli prefabbricati da assemblare: questa tecnica sta alla base della realizzazione delle chruščëvke, affermatesi dagli anni '60 in tutta l'Unione Sovietica. Il problema si spostò quindi per le industrie sulla scelta del pannello ideale tra le varie opzioni di elementi a tutta altezza, pannelli delle dimensioni di un solo piano, oppure soluzioni intermedie che coprissero coppie di piani, come ad esempio provato da Lagutenko nel distretto di Kuzminki. La tecnica costruttiva era stata dunque scelta: gli studi di fattibilità avrebbero decretato quale sarebbe stata l'applicazione pratica migliore. Un anno dopo, quanto stabilito nella conferenza del 1951 divenne legge durante il XIX Congresso del PCUS, alla presenza dello stesso Stalin: ciò non sarebbe comunque divenuto ancora vincolante per gli edifici di rappresentanza.

### Piazza Peščanaja (1951-1955)
Un ulteriore direzione sperimentale fu quella riguardante il miglioramento della gestione dei progetti, con l'obiettivo di passare dalla gestione della costruzione di un singolo edificio a quella della realizzazione di studi su scala molto più ampia, in grado anche di coprire più isolati urbani. Fu dunque deciso di testare il metodo di flusso (in russo Поточный метод?) - già sperimentato da Arkadij Mordvinov prima della guerra per la ricostruzione di Via Gor'kji - per la costruzione dei nuovi complessi di piazza Peščanaja. Il metodo consisteva nel progressivo spostamento di squadre costruttive lungo una sequenza di edifici posti a differenti stadi di costruzione, oltre all'utilizzo (seppur moderato) di elementi prefabbricati in combinazione con la muratura di tipo tradizionale. Il risultato fu il completamento di numerosi classici edifici a sette piani nel giro di 5-6 mesi, edifici che possono anche essere riconosciuti come l'ultimo esempio di architettura classicista realizzato in città dell'epoca stalinista.

## Declino e fine del classicismo socialista (novembre 1955)
Finché Stalin visse, la costruzione di edifici 'di lusso' e di edilizia di massa poté coesistere: le ricerche di Lagutenko, ad esempio, non impedirono l'espressione classicista di Rybickij. Un primo punto si svolta si ebbe nel novembre del 1954, quando iniziarono ad essere pubblicamente criticati gli eccessi classicisti e la volontà - fatta ricondurre al solo Stalin, oramai morto - di realizzare edifici di 10-14 piani; secondo Chmel'nickij, fu Chruščёv in persona ad iniziare questa campagna. Nel corso dell'anno successivo il movimento di protesta crebbe, preparando il campo alla fine dell'architettura classicista.
Il decreto sulla liquidazione degli eccessi (4 novembre 1955) fornì alcuni numeri riguardanti i costi degli "eccessi" staliniani in architettura, stimati al 30-33% della spesa totale. Si tratta certo di sovrapprezzi studiati su edifici particolarmente lussuosi, ma la cifra è considerata attendibile. Aleksej Duškin e Evgenij Rybickij ricevettero particolari critiche per le proprie costruzioni, i cui costi erano di oltre tre volte più elevati rispetto alla media; a Rybickij stesso e a Poljakov furono ritirati i premi Stalin ricevuti in passato. A ciò fecero seguito specifici ordini per lo sviluppo della progettazione standardizzata e la precedente Accademia venne rimpiazzata dall'Istituto per le costruzioni standardizzate.
L'architettura classicista si espresse ancora per circa cinque anni con il completamento di opere minori - o declassate di importanza nel frattempo - iniziate prima del decreto di condanna degli eccessi. L'ultimo di questi edifici ad essere completato fu l'Hotel Ucraina di Mosca nel 1957. Anche al di fuori dell'Unione Sovietica il classicismo venne presto abbandonato: la Stalinallee di Berlino fu conclusa nel 1961 con edifici occupanti gli stessi volumi previsti nel 1952, ma dalle finiture e caratteristiche sempre più distanti dall'iniziale Zuckerbäckerstil.

## Eredità e ripresa

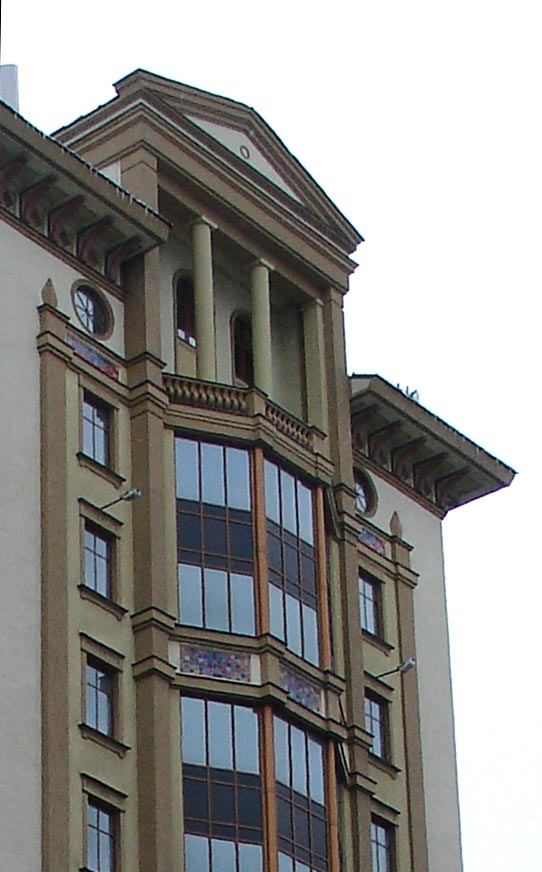
Torre GALS, Mosca.

Alcuni edifici dell'epoca di Brežnev, tra cui la cosiddetta Casa Bianca di Mosca, possono essere ricondotti all'eredità classicista, mentre il più importante esempio di tardo classicismo socialista è costituito dal già citato Palazzo del Parlamento di Bucarest, la cui costruzione era stata avviata durante il 1984.
Una ripresa di elementi tipici del classicismo socialista si ebbe a partire dal 1996, sia in caso di nuovi edifici sorti in aree già appartenenti a questo contesto architettonico sia in nuove aree di insediamento. Alcune di queste architetture mostrano pure alcuni debiti all'architettura neoclassica e all'art déco. Come per le costruzioni classiciste originarie, anche le nuove realizzazioni sono divenute spesso oggetto di disputa al riguardo della loro opportunità e della loro funzione, ma tra gli edifici più apprezzati si possono citare:
- il Triumph-Palace di Mosca, il secondo edificio più alto d'Europa (giugno 2011), il cui profilo ricorda in pieno le costruzioni di epoca stalinista;
- la Corte Romana (in russo Римский Двор?), del 2005, progettata da Michail Filippov; può essere meglio indicata come neoclassica, ma viene tuttavia spesso riferita agli edifici del primo classicismo socialista;[39]
- la Torre GALS (in russo Cистема ГАЛС?), del 2001, bene si inserisce nel contesto della via Tverskaja in cui è stata realizzata;[40]
- la Preobraženskerjaja Zastava (in russo Преображенская Застава?), realizzato nel 2003, è un intero isolato costituito da 308 appartamenti e numerosi negozi progettato durante gli anni trenta del XX secolo da Iofan e Vladimirov. Si tratta quindi, in questo caso, di una realizzazione molto tarda e non di una replica.